# Temenis ottonis
Temenis ottonis är en fjärilsart som beskrevs av Hans Fruhstorfer 1907. Temenis ottonis ingår i släktet Temenis och familjen praktfjärilar. Inga underarter finns listade i Catalogue of Life.